# Свети Петар у Шуми
Свети Петар у Шуми (итал. San Pietro in Selve) је насељено место и општина у Хрватској, у Истарској жупанији.

## Географија
Општина се налази у централном делу Истре и захвата површину од 15 km². Насеље налази се изнад Лимске драге на надморској висини од 320 m, између Пазина и Канфанара. Састоји се од групе раштрканих заселака који носе имена по презименима: Гргани, Безјаки, Долинци, Гљушчићи, Славчићи, Видети, Пицкини, Кристани и удаљенији Томажини, Долчани, Грчети, Крањци.

## Историја
Место је настало на месту старог бенедиктинског самостана, касније павлинског. У 17. веку било је важно културно средиште. Касније, повлачењем павлинског реда замире духовност, али настаје околно место.

## Насељена места
Свети Петар у Шуми је једино насеље у општини.

## Демографија
На попису становништва 2011. године, општина, одн. насељено место Свети Петар у Шуми је имала 1.065 становника.
| Број становника по пописима | Број становника по пописима | Број становника по пописима | Број становника по пописима | Број становника по пописима | Број становника по пописима | Број становника по пописима | Број становника по пописима | Број становника по пописима | Број становника по пописима | Број становника по пописима | Број становника по пописима | Број становника по пописима | Број становника по пописима | Број становника по пописима | Број становника по пописима |
| --------------------------- | --------------------------- | --------------------------- | --------------------------- | --------------------------- | --------------------------- | --------------------------- | --------------------------- | --------------------------- | --------------------------- | --------------------------- | --------------------------- | --------------------------- | --------------------------- | --------------------------- | --------------------------- |
| 1857                        | 1869                        | 1880                        | 1890                        | 1900                        | 1910                        | 1921                        | 1931                        | 1948                        | 1953                        | 1961                        | 1971                        | 1981                        | 1991                        | 2001                        | 2011                        |
| 847                         | 876                         | 975                         | 1.039                       | 1.101                       | 1.267                       | 1.217                       | 1.184                       | 1.165                       | 1.173                       | 1.123                       | 1.057                       | 999                         | 999                         | 1.011                       | 1.065                       |

Напомена: Општина настала из старе општине Пазин.

## Попис1991.
На попису становништва 1991. године, насељено место Свети Петар у Шуми је имало 999 становника, следећег националног састава:
| Попис 1991.‍  | Попис 1991.‍  | Попис 1991.‍ | Попис 1991.‍ | Попис 1991.‍ |
| ------------ | ------------ | ----------- | ----------- | ----------- |
|              |              |             |             |             |
| Хрвати       | Хрвати       |             | 945         | 94,59%      |
| Италијани    | Италијани    |             | 2           | 0,20%       |
| неопредељени | неопредељени |             | 2           | 0,20%       |
| регион. опр. | регион. опр. |             | 49          | 4,90%       |
| непознато    | непознато    |             | 1           | 0,10%       |
| укупно: 999  |              |             |             |             |